# Serie A1 2018-2019 (pallamano maschile)
La Serie A1 2018-2019 è stata la 50ª edizione del torneo di Serie A del campionato italiano di pallamano maschile. L'edizione in questione (e conseguentemente le successive) è stata disputata con la formula del girone unico.
Il campionato è stato vinto dal Bolzano per la quinta volta nella sua storia, che ha battuto in finale il Pressano.

## Avvenimenti
La FIGH dà come termine ultimo per l'iscrizione alla Serie A la data del 25 giugno. Pervenuta richiesta da parte di alcune società, la Federazione accetta di posticipare il termine alla data del 2 luglio. 
Non si iscrivono per problemi economici la Pallamano Oderzo, vincitrice della Serie A2 2017-2018, e il Siracusa.
Vengono accettate le richieste di ripescaggio di Fondi e della neonata Handball Siena.
Al termine della stagione regolare le qualificate alle semifinali scudetto sono il SSV Bozen Loacker, la Pallamano Pressano, il Conversano e il Cassano Magnago. Retrocedono in A2 la Polisportiva Cingoli e il Bologna United Handball. 
Il miglior marcatore del campionato è lo svedese Nelson dell'Ego Siena.
In finale si scontrano per la seconda volta nella storia del campionato il Bolzano e il Pressano, con la prima che riesce a vincere in due gare, conquistando il quinto scudetto della sua storia.

## Mercato

### Sessione estiva
Numerose sono state le operazioni di entrata e di uscita delle squadre, visto anche l'aumento dei posti per giocatori stranieri da uno a due. I campioni d'Italia della Junior Fasano lasciano partire il brasiliano Leal al Handball Club Fondi, con Riccobelli che torna in Argentina e D'Antino che sceglie l'esperienza spagnola accasandosi al BM Nava. Ma il vero e proprio colpo di scena lo regala Pasquale Maione, che va a rinforzare i vice-campioni del Conversano. A sostituire quest'ultimo vengono chiamati dalla formazione del Noci Raffaele Corcione, e dal Valentino Ferrara Benevento Raul Bargelli. A Fasano arrivano anche Bronzo da Siracusa e i due stranieri, il cileno Victor Donoso dai francesi del Billère Handball e l'ucraino Stanislav Petrychko dal Benevento. 
Ai rivali del Conversano, detto di Maione, si aggiunge un trittico proveniente dalla vicina Noci, formato dalle ali Vincenzo Laera e Daniele De Luca e dal portiere Di Giandomenico. I due stranieri sono il portiere brasiliano Hermones Silva proveniente dal Club Balonmano Cangas e il lituano Orlovskis, dalla squadra portoghese del Santo Tirso. Lasciano Conversano il portiere Monciardini di rientro a Cassano Magnago e il bosniaco Dinko Dedović che approda al Pressano. Alla squadra di Lavis si aggiunge anche Andrea Argentin dal Malo. Se ne vanno dai gialloneri il croato Senta, Bertolez e Chistè.
La grande delusa dell'ultima stagione, il Bolzano, cambia molto: via Riccardi (Bologna), Moretti (Cassano Magnago) e Dapiran (BM Benidorm, Spagna) entrano in squadra Brzić dal SSV Brixen Handball, Udovičić da Trieste, Mathà dal Fondi, Arcieri dal Cingoli e il pivot bosniaco Halilković proveniente dal Selka Eskhiseir (Turchia). Boris Dvoršek (ex Eppan) è il nuovo allenatore.
Trieste vive una mini rivoluzione: lo sloveno Pucelj è il nuovo allenatore e arrivano i due stranieri Leković e Mišković, oltre al ritorno di Dovgan e Radojković. 
In Alto Adige il Bressanone accoglie Crespo Diego e Nenadić ma vede partire Lazarević con Kovacs che lascia la pallamano. A Merano ritornano Andreas Stricker e Trojer-Hofer.
Il Cassano Magnago riaccoglie Moretti e Monciardini, mentre il Cologne prende dal Noci l'ala Cantore e il montenegrino Bobičić, dal Carril Oeste (Argentina) Julian Lopez e ritorna dal prestito il portiere Thiaw. 
Il Bologna United Handball oltre a Riccardi, inserisce il pivot Zaltron da Ferrara, il giovane Martini e Radoje Kovačević (ex Molteno), perdendo però Bošnjak, tornato in patria. 
Il Cingoli opta per una linea verde che vede nei giovani Colleluori, Randes e Garroni i principali nuovi innesti, con l'aggiunta dell'esperto mancino Alvarez reduce dall'esperienza all'ASD Albatro Teamnetwork Siracusa.
La neonata Handball Siena viene affidata ad Alessandro Fusina, che a disposizione si ritrova la rosa del Tavarnelle a cui si aggiungono Bellini e Santinelli dal Malo e il portiere italo-argentino Garcia; gli stranieri sono l'algerino Djedid e lo svedese Nelson.
Il Gaeta si rinforza con l'arrivo del giovane teramano Di Giulio, il portiere Scavone dei rivali del Fondi, il pivot Marino dal Malo e il nuovo straniero, il naturalizzato greco Mougits.
Il Fondi risponde con i tre innesti provenienti da formazioni venete: Crosara, Iballi e Nardin, a cui si affiancano il serbo Travar, l'ex Siracusa Giovanni Rosso e il già citato Leal dal Fasano.

### Sessione invernale
La sessione invernale è caratterizzata da cambi di giocatori stranieri in molte squadre. Un esempio chiaro è quello della Junior Fasano che svincola Petrychko per rimpiazzarlo con il centrale serbo-ungherese Knežević proveniente dal Rukometni Klub Jeleznicar Nis. Petrychko che si accasa al Gaeta, causa del taglio del greco Mougits. Ritorna poi alla corte di Salvatore Onelli anche Aragona, già a Gaeta nella stagione 2014-15. Chi è molto attivo nel mercato di riparazione è il Siena in compagnia di Trieste e Bologna. A Siena arriva il colombiano Restrepo che, dopo un esordio condito da 10 reti contro Merano, dura poco più di un mese: il matrimonio con la squadra bianconera non va e il giocatore torna in Spagna, al BM Bolaños. Siena si consola con l'arrivo del ventenne di origini bosniache Adnan Sivić, dall'HC Linz AG. Trieste invece è costretta ad intervenire sul mercato causa infortuni. Dopo aver spedito Mišković in prestito arriva il serbo Šipka, ma la sua avventura dura 8 minuti a causa di un infortunio al tendine d'Achille. A sostituirlo sarà un altro serbo, Milos Ivić, proveniente dall'HC Bruck. Per Bologna invece, un girone d'andata che la vede all'ultimo posto non può fare altro che riflette sul da farsi: esonerato coach Tedesco la squadra viene affidata a Stefano Cocchi, che vede arrivare in squadra il pivot ungherese Hàri e il terzino sinistro brasiliano ex Valentino Ferrara Benevento, Allan Pereira. Torna inoltre Luca Argentin da Ferrara. Lasciano la squadra il terzino Kovačević (rescissione consensuale) e l'ala Matteo Tedesco, che si accasa a Bressanone. A Merano vi è un cambio di straniero: torna in Bosnia Erzegovina per motivi personali Emir Suhonijć che viene rimpiazzato dal serbo Darko Pavlović dal RK Slavija, già noto al panorama italiano per i trascorsi al Malo. Per finire, a Cingoli arriva Giacomo Bincoletto, centrale ex Oriago-Padova e a Pressano torna dopo cinque anni di distanza il terzino portoghese Paulo da Silva.

## Formula del torneo
Il campionato si svolge tra 14 squadre che si affrontarono con la formula del girone unico all'italiana con partite di andata e ritorno.
Per ogni incontro i punti assegnati in classifica sono così determinati:
- due punti per la squadra che vinca l'incontro;
- un punto per il pareggio;
- zero punti per la squadra che perda l'incontro.

Al termine della stagione regolare le prime quattro squadre classificate disputeranno i playoff per lo scudetto con semifinali e finali al meglio delle tre gare.
Le ultime due squadre classificate verranno retrocesse in A2.

### Verdetti
Al termine dei playoff, a seconda dei risultati ottenuti dopo la finale, vengono emessi i seguenti verdetti:
- 1ª classificata: viene proclamata campione d'Italia ed acquisisce il diritto a partecipare alla EHF Cup;
- 2ª classificata: acquisisce il diritto a partecipare alla EHF Challenge Cup;
- 3ª classificata: acquisisce il diritto a partecipare alla EHF Challenge Cup;
- 13ª classificata: retrocede in A2;
- 14ª classificata: retrocede in A2.

## Squadre partecipanti
| Squadra         | Città                | Sponsor tecnico | Palasport                     | Capacità |
| --------------- | -------------------- | --------------- | ----------------------------- | -------- |
| Bologna United  | Bologna              | Givova          | PalaSavena                    | 2.700    |
| Bozen           | Bolzano              | Macron          | PalaGasteiner                 | 500      |
| Brixen          | Bressanone (BZ)      | Jako            | Palasport di Via dei Laghetti | 2.000    |
| Cassano Magnago | Cassano Magnago (VA) | Macron          | PalaTacca                     | 1.000    |
| Cingoli         | Cingoli (MC)         | Erreà           | Palasport "Luigino Quaresima" | 300      |
| Cologne         | Cologne (BS)         | Kreas Design    | Palasport di Cologne          | 700      |
| Conversano      | Conversano (BA)      | Robe di Kappa   | Pala San Giacomo              | 4.000    |
| Junior Fasano   | Fasano (BR)          | Macron          | Palestra "Franco Zizzi"       | 300      |
| Fondi           | Fondi (LT)           | Erreà           | Palasport Fondi               | 2.000    |
| Gaeta           | Gaeta (LT)           | Macron          | PalAdua di Benevento          | 500      |
| Meran           | Merano (BZ)          | Legea           | Palestra "Karl Wolf"          | 500      |
| Pressano        | Lavis (TN)           | Joma            | Palavis                       | 1.500    |
| Siena           | Siena                | Mizuno          | PalaEstra                     | 5.070    |
| Trieste         | Trieste              | Salming Sport   | PalaChiarbola                 | 4.000    |

## Classifica finale
|  | Pos. | Squadra         | Pt | G  | V  | N | S  | GF  | GS  | D    | Note              |
|  | ---- | --------------- | -- | -- | -- | - | -- | --- | --- | ---- | ----------------- |
|  | 1.   | Bozen           | 46 | 26 | 22 | 2 | 2  | 750 | 619 | +131 | EHF Cup           |
|  | 2.   | Pressano        | 42 | 26 | 20 | 2 | 4  | 688 | 603 | +85  | EHF Challange Cup |
|  | 3.   | Conversano      | 40 | 26 | 19 | 2 | 5  | 749 | 644 | +105 | EHF Challange Cup |
|  | 4.   | Cassano Magnago | 36 | 26 | 18 | 0 | 8  | 654 | 588 | +66  | EHF Challange Cup |
|  | 5.   | Junior Fasano   | 35 | 26 | 17 | 1 | 8  | 669 | 639 | +30  |                   |
|  | 6.   | Trieste         | 23 | 26 | 10 | 3 | 13 | 632 | 647 | -15  |                   |
|  | 7.   | Brixen          | 22 | 26 | 10 | 2 | 14 | 669 | 694 | -25  |                   |
|  | 8.   | Siena           | 20 | 26 | 8  | 4 | 14 | 668 | 703 | -35  |                   |
|  | 9.   | Gaeta           | 20 | 26 | 9  | 2 | 15 | 639 | 680 | -41  |                   |
|  | 10.  | Fondi           | 19 | 26 | 8  | 3 | 15 | 620 | 677 | -57  |                   |
|  | 11.  | Cologne         | 17 | 26 | 8  | 1 | 17 | 618 | 674 | -57  |                   |
|  | 12.  | Meran           | 17 | 26 | 7  | 3 | 16 | 600 | 641 | -41  |                   |
|  | 13.  | Cingoli         | 14 | 26 | 6  | 2 | 18 | 653 | 728 | -75  |                   |
|  | 14.  | Bologna United  | 13 | 26 | 6  | 1 | 19 | 622 | 694 | -72  |                   |

Legenda:
      Ammesse ai play-off.
      Retrocessi in Serie A2 2019-2020.

## Risultati

### Stagione regolare
| Andata      | Andata | 1ª/14ª giornata      | Ritorno | Ritorno    |
|             |        |                      |         |            |
| 8 settembre | 32-24  | J. Fasano- Brixen    | 26-23   | 19 gennaio |
| 8 settembre | 30-30  | Siena - Fondi        | 30-29   | 19 gennaio |
| 8 settembre | 24-13  | Cologne - Bologna    | 24-29   | 19 gennaio |
| 8 settembre | 22-19  | Conversano - Trieste | 27-19   | 20 gennaio |
| 8 settembre | 25-26  | Gaeta - Meran        | 26-34   | 19 gennaio |
| 8 settembre | 21-26  | Cingoli - C. Magnago | 22-26   | 19 gennaio |
| 9 settembre | 21-26  | Pressano - Bozen     | 32-25   | 19 gennaio |

| Andata       | Andata | 2ª/15ª giornata       | Ritorno | Ritorno    |
|              |        |                       |         |            |
| 15 settembre | 32-26  | Bozen - Siena         | 36-20   | 26 gennaio |
| 15 settembre | 29-26  | C. Magnago - Pressano | 25-26   | 27 gennaio |
| 15 settembre | 26-27  | Fondi - Cingoli       | 22-27   | 26 gennaio |
| 15 settembre | 27-27  | Brixen - Conversano   | 21-32   | 26 gennaio |
| 15 settembre | 21-23  | Bologna - Gaeta       | 26-28   | 26 gennaio |
| 15 settembre | 18-21  | Meran - Cologne       | 19-22   | 26 gennaio |
| 16 settembre | 29-28  | Trieste - J. Fasano   | 21-24   | 26 gennaio |

| Andata       | Andata | 3ª/16ª giornata         | Ritorno | Ritorno    |
|              |        |                         |         |            |
| 22 settembre | 24-31  | Cologne - Trieste       | 17-23   | 2 febbraio |
| 22 settembre | 21-23  | Gaeta - Brixen          | 29-31   | 2 febbraio |
| 22 settembre | 18-31  | J. Fasano - Bozen       | 22-27   | 2 febbraio |
| 22 settembre | 28-22  | Conversano - C. Magnago | 29-27   | 2 febbraio |
| 22 settembre | 27-20  | Pressano - Fondi        | 29-22   | 2 febbraio |
| 22 settembre | 31-26  | Siena - Cingoli         | 26-26   | 2 febbraio |
| 22 settembre | 30-25  | Bologna - Meran         | 24-22   | 2 febbraio |

| Andata       | Andata | 4ª/17ª giornata        | Ritorno | Ritorno     |
|              |        |                        |         |             |
| 29 settembre | 31-24  | Fondi - Cologne        | 22-28   | 9 febbraio  |
| 29 settembre | 22-25  | Brixen - Meran         | 21-22   | 10 febbraio |
| 29 settembre | 26-26  | Bozen - Gaeta          | 21-19   | 9 febbraio  |
| 29 settembre | 30-27  | Trieste - Bologna      | 30-25   | 9 febbraio  |
| 29 settembre | 26-32  | Cingoli - Conversano   | 18-35   | 9 febbraio  |
| 29 settembre | 26-23  | C. Magnago - J. Fasano | 22-28   | 9 febbraio  |
| 30 settembre | 30-30  | Siena - Pressano       | 23-31   | 9 febbraio  |

| Andata       | Andata | 5ª/18ª giornata      | Ritorno | Ritorno     |
|              |        |                      |         |             |
| 29 settembre | 27-24  | J. Fasano - Fondi    | 20-27   | 17 febbraio |
| 29 settembre | 27-22  | Pressano - Cingoli   | 25-20   | 16 febbraio |
| 29 settembre | 31-27  | Conversano - Siena   | 34-29   | 16 febbraio |
| 29 settembre | 27-32  | Bologna - Brixen     | 19-30   | 16 febbraio |
| 29 settembre | 19-25  | Meran - Bozen        | 21-21   | 16 febbraio |
| 29 settembre | 23-29  | Gaeta - Trieste      | 22-21   | 16 febbraio |
| 6 ottobre    | 29-28  | Cologne - C. Magnago | 14-18   | 16 febbraio |

| Andata     | Andata | 6ª/19ª giornata       | Ritorno | Ritorno     |
|            |        |                       |         |             |
| 13 ottobre | 33-25  | Cingoli - Cologne     | 22-28   | 23 febbraio |
| 13 ottobre | 23-23  | Trieste - Meran       | 23-22   | 23 febbraio |
| 13 ottobre | 28-23  | C. Magnago - Bologna  | 21-19   | 23 febbraio |
| 13 ottobre | 31-23  | Bozen - Brixen        | 30-25   | 23 febbraio |
| 13 ottobre | 25-23  | Pressano - Conversano | 18-35   | 23 febbraio |
| 13 ottobre | 20-27  | Siena - J. Fasano     | 22-28   | 23 febbraio |
| 14 ottobre | 24-21  | Fondi - Gaeta         | 23-31   | 23 febbraio |

| Andata      | Andata | 7ª/20ª giornata     | Ritorno | Ritorno  |
|             |        |                     |         |          |
| 10 novembre | 19-24  | Cologne - Pressano  | 23-28   | 9 marzo  |
| 10 novembre | 26-29  | Gaeta - C. Magnago  | 18-28   | 10 marzo |
| 10 novembre | 23-22  | Brixen - Trieste    | 27-33   | 9 marzo  |
| 10 novembre | 26-24  | J. Fasano - Cingoli | 28-26   | 9 marzo  |
| 10 novembre | 23-30  | Meran - Siena       | 24-26   | 9 marzo  |
| 10 novembre | 22-25  | Bologna - Bozen     | 28-30   | 9 marzo  |
| 11 novembre | 31-21  | Conversano - Fondi  | 30-28   | 9 marzo  |

| Andata      | Andata | 8ª/21ª giornata      | Ritorno | Ritorno  |
|             |        |                      |         |          |
| 13 ottobre  | 25-26  | Conversano - Cologne | 33-24   | 16 marzo |
| 13 ottobre  | 31-26  | Siena - Bologna      | 23-27   | 16 marzo |
| 13 ottobre  | 30-20  | Pressano - J. Fasano | 19-21   | 16 marzo |
| 13 ottobre  | 25-24  | C. Magnago - Brixen  | 24-23   | 16 marzo |
| 13 ottobre  | 26-28  | Cingoli - Gaeta      | 24-31   | 16 marzo |
| 13 ottobre  | 23-20  | Fondi - Meran        | 25-24   | 16 marzo |
| 17 novembre | 26-19  | Bozen - Trieste      | 35-28   | 17 marzo |

| Andata      | Andata | 9ª/22ª giornata        | Ritorno | Ritorno  |
|             |        |                        |         |          |
| 24 novembre | 32-27  | Meran - Cingoli        | 23-26   | 23 marzo |
| 24 novembre | 29-26  | Brixen - Siena         | 21-34   | 23 marzo |
| 24 novembre | 22-23  | Trieste - C. Magnago   | 17-28   | 23 marzo |
| 24 novembre | 30-27  | Gaeta - Pressano       | 18-23   | 23 marzo |
| 24 novembre | 26-27  | J. Fasano - Conversano | 21-28   | 24 marzo |
| 24 novembre | 26-29  | Cologne - Bozen        | 25-27   | 23 marzo |
| 24 novembre | 18-22  | Bologna - Fondi        | 22-22   | 23 marzo |

| Andata     | Andata | 10ª/23ª giornata     | Ritorno | Ritorno  |
|            |        |                      |         |          |
| 1 dicembre | 24-23  | Pressano - Meran     | 21-18   | 30 marzo |
| 1 dicembre | 28-20  | Conversano - Bologna | 30-26   | 30 marzo |
| 1 dicembre | 22-23  | C. Magnago - Bozen   | 22-27   | 30 marzo |
| 1 dicembre | 26-21  | Siena - Cologne      | 23-28   | 31 marzo |
| 1 dicembre | 28-28  | Cingoli - Brixen     | 20-24   | 30 marzo |
| 1 dicembre | 26-22  | Fondi - Trieste      | 22-22   | 30 marzo |
| 1 dicembre | 31-27  | J. Fasano - Gaeta    | 27-25   | 30 marzo |

| Andata     | Andata | 11ª/24ª giornata    | Ritorno | Ritorno   |
|            |        |                     |         |           |
| 8 dicembre | 21-23  | Brixen - Pressano   | 27-33   | 20 aprile |
| 8 dicembre | 35-23  | Bozen - Fondi       | 32-17   | 20 aprile |
| 8 dicembre | 26-32  | Gaeta - Conversano  | 26-32   | 20 aprile |
| 8 dicembre | 19-26  | Meran - C. Magnago  | 20-23   | 20 aprile |
| 8 dicembre | 28-23  | Trieste - Siena     | 25-25   | 20 aprile |
| 8 dicembre | 24-25  | Cologne - J. Fasano | 25-29   | 20 aprile |
| 9 dicembre | 28-30  | Bologna - Cingoli   | 24-22   | 21 aprile |

| Andata      | Andata | 12ª/25ª giornata    | Ritorno | Ritorno  |
|             |        |                     |         |          |
| 15 dicembre | 18-19  | Siena - C. Magnago  | 16-23   | 1 maggio |
| 15 dicembre | 27-27  | Cologne - Gaeta     | 24-26   | 1 maggio |
| 15 dicembre | 31-28  | Fondi - Brixen      | 27-28   | 1 maggio |
| 15 dicembre | 28-20  | Pressano - Trieste  | 26-22   | 1 maggio |
| 15 dicembre | 24-25  | Cingoli - Bozen     | 32-43   | 1 maggio |
| 15 dicembre | 24-17  | J. Fasano - Bologna | 28-23   | 1 maggio |
| 16 dicembre | 25-26  | Conversano - Meran  | 24-27   | 1 maggio |

| Andata     | Andata | 13ª/26ª giornata   | Ritorno | Ritorno  |
|            |        |                    |         |          |
| 12 gennaio | 27-22  | Trieste - Cingoli  | 27-29   | 4 maggio |
| 12 gennaio | 29-22  | C. Magnago - Fondi | 25-16   | 4 maggio |
| 12 gennaio | 34-27  | Bozen - Conversano | 28-32   | 5 maggio |
| 12 gennaio | 33-24  | Brixen - Cologne   | 31-23   | 4 maggio |
| 12 gennaio | 26-26  | Meran - J. Fasano  | 19-32   | 4 maggio |
| 12 gennaio | 22-28  | Bologna - Pressano | 29-30   | 4 maggio |
| 12 gennaio | 23-31  | Gaeta - Siena      | 24-19   | 4 maggio |

### Playoff scudetto

#### Tabellone
|  | Semifinali | Semifinali      | Semifinali |          |   | Finale | Finale | Finale |  |
|  |            |                 |            |          |   |        |        |        |  |
|  | 1          | Bozen           | 2          |          |   |        |        |        |  |
|  | 1          | Bozen           | 2          |          |   |        |        |        |  |
|  | 4          | Cassano Magnago | 1          |          |   |        |        |        |  |
|  | 4          | Cassano Magnago | 1          |          | 1 | Bozen  | 2      |        |  |
|  |            |                 |            |          | 1 | Bozen  | 2      |        |  |
|  |            |                 | 2          | Pressano | 0 |        |        |        |  |
|  | 2          | Pressano        | 2          | Pressano | 0 | 2      |        |        |  |
|  | 2          | Pressano        |            |          |   |        |        |        |  |
|  | 3          | Conversano      | 1          |          |   |        |        |        |  |

### Semifinali
| Arbitri: | Giovanni Fato Luigi Guarini (Fasano) |

|           |           |                      |
| Moretti 5 | Marcatori | Turković, Sonnerer 5 |

| Arbitri: | Fabio Bocchieri (Ragusa) Nicola Scavone (Marsala) |

|                   |           |            |
| Brzić, Turković 5 | Marcatori | Possamai 5 |

| Arbitri: | Ciro Cardone Luciano Cardone (Napoli) |

|            |           |           |
| Turković 9 | Marcatori | Moretti 9 |

| Arbitri: | Alexandra Rosca Gianna Stella Merisi (Gallarate) |

|          |           |           |
| Maione 9 | Marcatori | Dedović 8 |

| Arbitri: | Marcello Carrino Stefano Pellegrino (Napoli) |

|               |           |          |
| 3 giocatori 6 | Marcatori | Sperti 6 |

| Arbitri: | Marco Di Domenico Lorenzo Fornasier (Merano) |

|           |           |              |
| Dallago 5 | Marcatori | Stabellini 9 |

### Finale
| Arbitri: | Carlo Dionisi Stefano Maccarone (L'Aquila) |

|                    |           |            |
| Dallago, Dedović 4 | Marcatori | Sonnerer 8 |

| Arbitri: | Giuseppe Cosenza (Gela) Davide Schiavone (Siracusa) |

|         |           |             |
| Gaeta 6 | Marcatori | Bolognani 4 |

## Allenatori, capitani e primatisti
Aggiornata al 5 maggio 2019.
| Squadra                         | Allenatore                                                               | Capitano           | Capocannoniere (tra parentesi il numero dei gol segnati) |
| ------------------------------- | ------------------------------------------------------------------------ | ------------------ | -------------------------------------------------------- |
| Bologna United                  | Giuseppe Tedesco (1ª-12ª) Stefano Cocchi (13ª) Giorgio Tedesco (14ª-26ª) | Sebastiano Garau   | Sebastiano Garau (101)                                   |
| SSV Bozen Loacker-Volksbank     | Boris Dvoršek                                                            | Hannes Innerebner  | Dean Turković (151)                                      |
| SSV Brixen Handball             | Rene Kramer (1ª-17ª) Meinhard Fliri (18ª-26ª)                            | Benno Pfattner     | Sergio Diego Crespo (154)                                |
| Cassano Magnago HC              | Davide Kolec                                                             | Marco La Mendola   | Alessio Moretti (158)                                    |
| Polisportiva Santarelli Cingoli | Nando Nocelli                                                            | Diego Strappini    | Lorenzo Nocelli (142)                                    |
| Metelli Cologne                 | Filiberto Kokuca                                                         | Paolo Piantoni     | Daniele Soldi (120)                                      |
| Accademia Conversano 2014       | Alessandro Tarafino                                                      | Pasquale Maione    | Carlo Sperti (129)                                       |
| Acqua & Sapone Junior Fasano    | Francesco Ancona                                                         | Flavio Messina     | Umberto Bronzo (106)                                     |
| HC Banca popolare di Fondi      | Giacinto De Santis                                                       | Stefano D'Ettorre  | Strahinja Travar (136)                                   |
| MFoods Carburex Gaeta           | Salvatore Onelli                                                         | Daniele Ponticella | Francisco Lombardi (141)                                 |
| SC Meran Handball Alperia       | Milijan Gagović                                                          | Christian Raffl    | Ratko Starčević (130)                                    |
| Pallamano Pressano              | Branko Dumnić                                                            | Alessio Giongo     | Alessandro Dallago (132)                                 |
| Ego Handball Siena              | Alessandro Fusina                                                        | Francesco Bevanati | Jacob Nelson (169)                                       |
| Pallamano Trieste               | Peter Pucelj (1ª-19ª) Andrea Carpanese (20ª-26ª)                         | Marco Visintin     | Jan Radojkovič (144)                                     |

## Statistiche

### Squadre

#### Capoliste solitarie
|    | —— | ——    | —— | —— | ——    | ——    | ——    | ——    | ——    | ——    | ——    | ——    | ——    | ——    | ——    | ——    | ——    | ——    | ——    | ——    | ——    | ——    | ——    | ——    | ——    | —— |  |
|    |    | Bozen |    |    | Bozen | Bozen | Bozen | Bozen | Bozen | Bozen | Bozen | Bozen | Bozen | Bozen | Bozen | Bozen | Bozen | Bozen | Bozen | Bozen | Bozen | Bozen | Bozen | Bozen | Bozen |    |  |
|    |    |       |    |    |       |       |       |       |       |       |       |       |       |       |       |       |       |       |       |       |       |       |       |       |       |    |  |
|    |    |       |    |    |       |       |       |       |       |       |       |       |       |       |       |       |       |       |       |       |       |       |       |       |       |    |  |
| 1ª | 2ª | 3ª    | 4ª | 5ª | 6ª    | 7ª    | 8ª    | 9ª    | 10ª   | 11ª   | 12ª   | 13ª   | 14ª   | 15ª   | 16ª   | 17ª   | 18ª   | 19ª   | 20ª   | 21ª   | 22ª   | 23ª   | 24ª   | 25ª   | 26ª   |    |  |

#### Classifica in divenire
|                 | 1ª | 2ª | 3ª | 4ª | 5ª | 6ª | 7ª | 8ª | 9ª | 10ª | 11ª | 12ª | 13ª | 14ª | 15ª | 16ª | 17ª | 18ª | 19ª | 20ª | 21ª | 22ª | 23ª | 24ª | 25ª | 26ª |
| --------------- | -- | -- | -- | -- | -- | -- | -- | -- | -- | --- | --- | --- | --- | --- | --- | --- | --- | --- | --- | --- | --- | --- | --- | --- | --- | --- |
| Bologna United  | 0  | 0  | 2  | 2  | 2  | 2  | 2  | 2  | 2  | 2   | 2   | 2   | 2   | 4   | 4   | 6   | 6   | 6   | 8   | 8   | 10  | 11  | 11  | 13  | 13  | 13  |
| SSV Bozen       | 2  | 4  | 6  | 7  | 9  | 11 | 13 | 15 | 17 | 19  | 21  | 23  | 25  | 25  | 27  | 29  | 31  | 32  | 34  | 36  | 38  | 40  | 42  | 44  | 46  | 46  |
| SSV Brixen      | 0  | 1  | 3  | 3  | 5  | 5  | 7  | 7  | 9  | 10  | 10  | 10  | 12  | 12  | 12  | 14  | 14  | 16  | 16  | 16  | 16  | 16  | 18  | 18  | 20  | 22  |
| Cassano Magnago | 2  | 4  | 4  | 6  | 6  | 8  | 10 | 12 | 14 | 14  | 16  | 18  | 20  | 22  | 22  | 22  | 22  | 24  | 24  | 26  | 28  | 30  | 30  | 32  | 34  | 36  |
| Cingoli         | 0  | 2  | 2  | 2  | 2  | 4  | 4  | 4  | 4  | 5   | 7   | 7   | 7   | 7   | 9   | 10  | 10  | 10  | 10  | 10  | 10  | 12  | 12  | 12  | 12  | 14  |
| Cologne         | 2  | 4  | 4  | 4  | 6  | 6  | 6  | 8  | 8  | 8   | 8   | 9   | 9   | 9   | 11  | 11  | 13  | 13  | 15  | 15  | 15  | 15  | 17  | 17  | 17  | 17  |
| Conversano      | 2  | 3  | 5  | 7  | 9  | 9  | 11 | 11 | 13 | 15  | 17  | 17  | 17  | 19  | 21  | 23  | 25  | 27  | 28  | 30  | 32  | 34  | 36  | 38  | 38  | 40  |
| Junior Fasano   | 2  | 2  | 2  | 2  | 4  | 6  | 8  | 8  | 8  | 10  | 12  | 14  | 15  | 17  | 19  | 19  | 21  | 21  | 23  | 25  | 27  | 27  | 29  | 31  | 33  | 35  |
| HC Fondi        | 1  | 1  | 1  | 3  | 3  | 5  | 5  | 7  | 9  | 11  | 11  | 13  | 13  | 13  | 13  | 13  | 13  | 15  | 15  | 15  | 17  | 18  | 19  | 19  | 19  | 19  |
| Gaeta           | 0  | 2  | 2  | 3  | 3  | 3  | 3  | 5  | 5  | 7   | 7   | 8   | 8   | 8   | 10  | 10  | 10  | 12  | 14  | 14  | 16  | 16  | 16  | 16  | 18  | 20  |
| SC Meran        | 2  | 2  | 2  | 4  | 4  | 5  | 5  | 5  | 7  | 7   | 7   | 9   | 10  | 12  | 12  | 12  | 14  | 15  | 15  | 15  | 15  | 15  | 15  | 15  | 17  | 17  |
| Pressano        | 0  | 0  | 2  | 3  | 5  | 7  | 9  | 11 | 13 | 13  | 15  | 17  | 19  | 21  | 23  | 25  | 27  | 29  | 30  | 32  | 32  | 34  | 36  | 38  | 40  | 42  |
| Siena           | 1  | 1  | 3  | 4  | 4  | 4  | 6  | 8  | 8  | 10  | 10  | 10  | 12  | 14  | 14  | 15  | 15  | 15  | 15  | 17  | 17  | 19  | 19  | 20  | 20  | 20  |
| Trieste         | 0  | 2  | 4  | 6  | 8  | 9  | 9  | 9  | 9  | 9   | 11  | 11  | 13  | 13  | 13  | 15  | 17  | 17  | 19  | 21  | 21  | 21  | 22  | 23  | 23  | 23  |

#### Classifiche di rendimento

##### Rendimento andata-ritorno
Aggiornata al 5 maggio 2019.
| Andata          | Andata | Ritorno         | Ritorno |
|                 |        |                 |         |
| Bozen           | 25     | Pressano        | 23      |
| Cassano Magnago | 20     | Conversano      | 23      |
| Pressano        | 19     | Bozen           | 21      |
| Conversano      | 17     | Junior Fasano   | 20      |
| Junior Fasano   | 15     | Cassano Magnago | 16      |
| Fondi           | 13     | Gaeta           | 12      |
| Trieste         | 13     | Brixen          | 11      |
| Siena           | 12     | Bologna         | 11      |
| Brixen          | 11     | Trieste         | 10      |
| Meran           | 10     | Siena           | 8       |
| Cologne         | 9      | Cologne         | 8       |
| Gaeta           | 8      | Meran           | 7       |
| Cingoli         | 7      | Cingoli         | 7       |
| Bologna         | 2      | Fondi           | 6       |

##### Rendimento casa-trasferta
Aggiornata al 5 maggio 2019.
| Casa            | Casa | Trasferta       | Trasferta |
|                 |      |                 |           |
| Pressano        | 24   | Bozen           | 24        |
| Bozen           | 22   | Conversano      | 19        |
| Junior Fasano   | 22   | Pressano        | 18        |
| Cassano Magnago | 22   | Cassano Magnago | 14        |
| Conversano      | 21   | Junior Fasano   | 13        |
| Trieste         | 15   | Gaeta           | 10        |
| Brixen          | 15   | Trieste         | 8         |
| Fondi           | 13   | Meran           | 8         |
| Siena           | 13   | Siena           | 7         |
| Gaeta           | 10   | Brixen          | 7         |
| Cologne         | 11   | Cologne         | 6         |
| Cingoli         | 10   | Fondi           | 6         |
| Meran           | 9    | Bologna         | 5         |
| Bologna         | 8    | Cingoli         | 4         |

#### Primati stagionali
Aggiornati al 5 maggio 2019.
Squadre
- Maggior numero di vittorie: SSV Bozen (22)
- Maggior numero di pareggi: Siena (4)
- Maggior numero di sconfitte: Bologna United (19)
- Minor numero di vittorie: Cingoli, Bologna United (6)
- Minor numero di pareggi: Cassano Magnago (0)
- Minor numero di sconfitte: SSV Bozen (2)
- Miglior attacco: SSV Bozen (750 gol fatti)
- Peggior attacco:SC Meran (600 gol fatti)
- Miglior difesa: Cassano Magnago (588 gol subiti)
- Peggior difesa: Cingoli (728 gol subiti)
- Miglior differenza reti: SSV Bozen (+131)
- Peggior differenza reti: Cingoli (-75)
- Miglior serie positiva: SSV Bozen (13, 1ª-13ª)
- Peggior serie negativa: Bologna United (10, 4ª-13ª)

Partite
- Più gol: Cingoli-SSV Bozen 32-43 (75, 25ª giornata)
- Meno gol: Cassano Magnago-Metelli Cologne 18-14 (32, 18ª giornata)
- Maggior scarto di gol: Conversano-Cingoli 35-18 (17, 17ª giornata)
- Maggior numero di reti in una giornata: 378 (4ª giornata)

### Individuale

#### Classifica marcatori
| Giocatore           | Squadra         | Reti |
| ------------------- | --------------- | ---- |
| Alessio Moretti     | Cassano Magnago | 175  |
| Jacob Nelson        | Siena           | 169  |
| Sergio Crespo Diego | Brixen          | 154  |
| Dean Turković       | Bozen           | 151  |
| Jan Radojković      | Trieste         | 144  |
| Strahinja Travar    | Fondi           | 143  |
| Lorenzo Nocelli     | Cingoli         | 142  |
| Božidar Leković     | Trieste         | 141  |
| Francisco Lombardi  | Gaeta           | 141  |
| Riccardo Di Giulio  | Gaeta           | 139  |
| Alessandro Dallago  | Pressano        | 132  |
| Ratko Starčević     | Meran           | 130  |
| Martin Sonnerer     | Bozen           | 129  |
| Carlo Sperti        | Conversano      | 129  |
| Andrè Alves Leal    | Fondi           | 128  |
| Mislav Nenadić      | Brixen          | 125  |
| Pasquale Maione     | Conversano      | 121  |
| Daniele Soldi       | Cologne         | 120  |
| Federico Mazza      | Cologne         | 119  |
| Riccardo Stabellini | Conversano      | 119  |

## Campioni
| Vincitore Serie A - 1ª Divisione Nazionale 2018-2019 |
| ---------------------------------------------------- |
| SSV Bozen Loacker 5º titolo                          |

### Formazione tipo
| N. | Giocatore         | Ruolo            |
| -- | ----------------- | ---------------- |
| 1  | Mate Volarević    | Portiere         |
| 18 | Stefano Arcieri   | Ala sinistra     |
| 23 | Dean Turković     | Terzino sinistro |
| 33 | Bruno Brzić       | Centrale         |
| 19 | Luiz Felipe Gaeta | Terzino destro   |
| 3  | Martin Sonnerer   | Ala destra       |
| 15 | Damir Halilković  | Pivot            |